# Jebrai Reagan
Jebrai Reagan Ogbonna (New York, 1996) è un ex giocatore di football americano statunitense con cittadinanza ungherese che ha giocato come defensive end.
Dopo aver giocato per la squadra universitaria dei Gardner-Webb Bulldogs ha firmato nel 2019 con gli ungheresi Fehérvár Enthroners; si è quindi trasferito ai giapponesi Tokyo Gas Creators, per poi tornare agli Enthroners.

## Palmarès
- 1 CEFL Cup (Fehérvár Enthroners, 2022)
- 2 Hungarian Bowl (Fehérvár Enthroners, 2019, 2022)
- 1 Silver Bowl (Fehérvár Enthroners, 2022)
- 1 Pannon Bowl (Fehérvár Enthroners, 2017)
- 1 Challenge Bowl (Fehérvár Enthroners, 2019)
- 1 Mission Bowl (Fehérvár Enthroners, 2018)